# Remington 700
A Remington Model 700 egy zárdugattyús golyós fegyver. 1962-ben kezdték el forgalmazni 700 ADL néven. Két változata volt, egy 22 és 24 inch (56 és 61 cm) csőhosszúságú. Többféle kaliberválasztékban jelent meg a piacon, a .222 Rem kalibertől a .308 Win kaliberig. Magnum kaliber esetén a zártok hosszú és rövid is lehet. A nagyon precíz beállítási lehetőség miatt, az Model 700 mechanizmusát más fegyvergyártók is felhasználják. Eleinte gyártották hat férőhelyes belső tárral is, melyet később ötre redukáltak, így ma négy vagy öt lőszer fér bele, verziótól függően. 1995-ben bemutatták a többitől eltérő modellt, melynek kivehető tára volt. DM-nek (Detachable Magazin – Kivehető Tár) nevezték el. Ebből a fegyverszériából a Remington nagyon sok verziót kezdett gyártani, ám néhánynak már befejezte a gyártását.

## A Remington konstrukciója

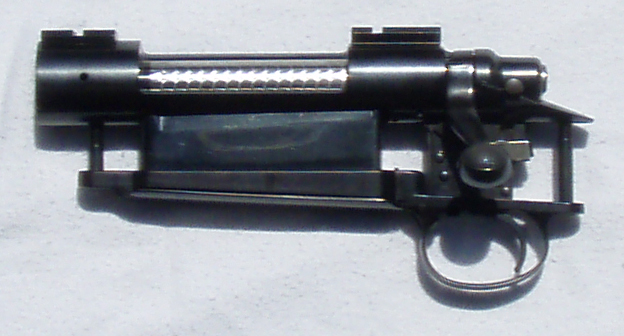
Remington 700 balkezes belső szerkezet

A fegyver zárdugattyúja két egymással szembeni hüvelyvonóval van ellátva. A zárószemölcsök, a zárdugattyú fogantyújának kilencven fokos elforgatásával oldják a reteszelést. Ez a megoldás a megbízható Mauser K98 szerkezetét veszi alapul. A töltényűrben három acélzáró elem veszi körül a lőszert. A zárdugattyú első része homorú, mely a lőszer hüvelyének a talpát a töltényűrhöz zárja. A második egység a töltényűr, mely külön egységként van a csőben, a lőszer számára. Harmadik zárórétegként a cső körülveszi a töltényűrt. Három állítócsavar segítségével az elsütőbillentyű pontosan beállítható. A zárdugattyú mögött, jobb- vagy baloldalon található a biztosító, annak függvényében, hogy jobb- vagy balkezes a fegyver. A távcső-előkészítés számára, menetes furatok találhatók az összes verzión.

## Verziók

### Remington Model 700 ADL
A 700 ADL a legegyszerűbb változata a sorozatnak. 1962-ben kezdték el gyártani. Az elsütőbillentyűje és a hátsó lapirányzéka állítható. A tus anyaga amerikai diófa. Három különböző zártokkal készült.

### Remington Model 700 BDL
A 700 BDL a 700 ADL igényesebb változata, így egy időben vele, 1962-ben kezdték el gyártani. Az agyazat és fedőrétege, valamint a középagytár fedele finomabban van kidolgozva. A tárfedél, a pisztolyfogás alját borító lemez és az előagy első része fehér alátétlemezzel van díszítve.

### Remington Model 700 Safari
A 700 Safari-t is 1962-ben dobta piacra a Remington. Ez egy háromlövetű fegyver, belső középagytárral. Afrikai nagy testű állatok vadászatára tervezték. Először a modellt BDL Safarinak nevezték.

### Remington Model 700 Classic
A 700 Classic modellt 1981-ben kezdték el gyártani. Ezt a típust minden évben limitált számban készítik. A klasszikus vonalú tus vastag gumi tusavégborító talppal van szerelve. Az agyazat alapanyaga amerikai diófa. A fegyvert irányzékok nélkül forgalmazzák, de távcsővel szerelhetőek.

### Remington Model 700 EtronX
A Remington a 700 EtronX változatot 2000-ben mutatta be. Érdekessége, hogy az elsütőszerkezet elektromos gyújtású. Nincs benne ütőelem vagy ütőszeg. Egy áramkör gyújtja be a speciális elektromos gyutaccsal ellátott lőszert. Az elsütőbillentyű meghúzása után a gyújtás nagyon gyorsan, 0,0000027 másodpercen belül bekövetkezik. Ez a módszer megoldja az elsütőbillentyű elhúzásából következő hibákat. Az áramerősséget egy 9 voltos elem biztosítja. Három jelzőfény szolgáltat információt. Egy jelzi, hogy tűzkész pozícióban van-e a fegyver, egy másik, hogy van e lőszer a töltényűrben és egy harmadik jelez, ha az elemben túl alacsony a feszültség. A pisztolyfogás alján van egy gomb, mellyel a rendszert lehet be- illetve kikapcsolni.

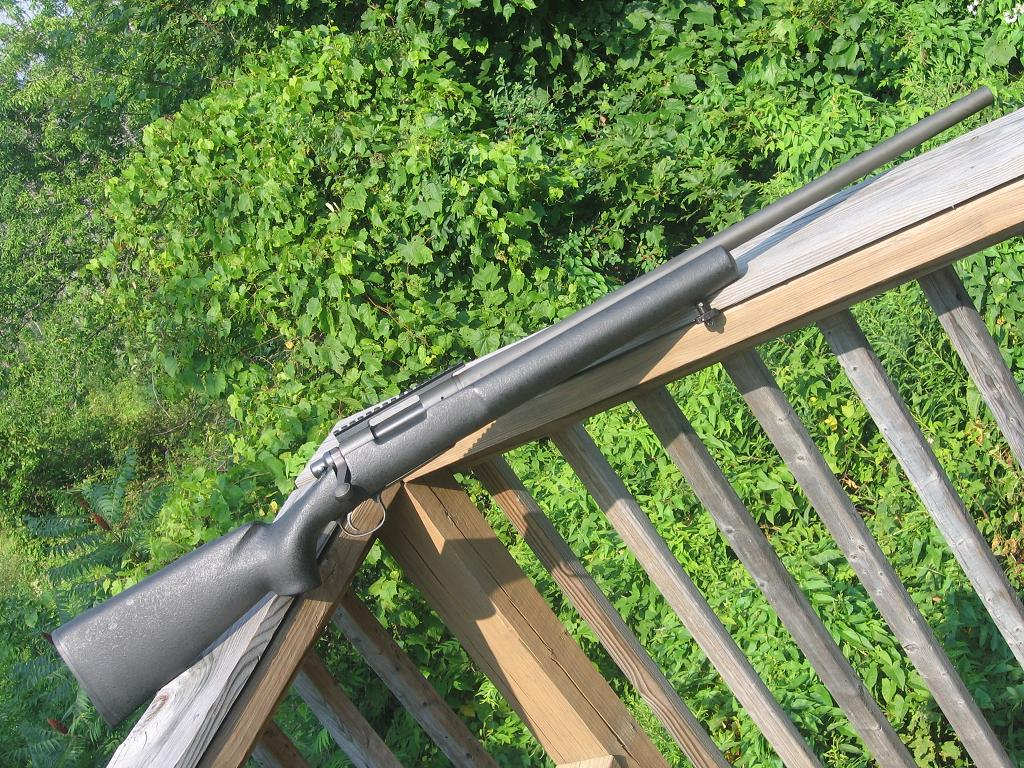
Remington Model 700P – Rendőrségi modell

### Remington Model 700 ML
A 700 ML a sorozat modern-elöltöltős változata. Fekete puskaporral működik és perkussziós gyújtással van ellátva. 1996-ban mutatták be. Az ML a Muzzle Loader rövidítése, jelentése elöltöltős. A fegyvert a csőtorkolatnál kell megtölteni puskaporral.

### Remington Model 700 Titanium
A 700 Titanium Modellt 2001-ben vezeték be. A fegyver rögtön megkapta az „Ultimate Lightwight”, azaz végleges könnyűsúlyú nevet. A titán könnyebb és erősebb az acélnál, használatával a zártok súlyán könnyíteni lehet.

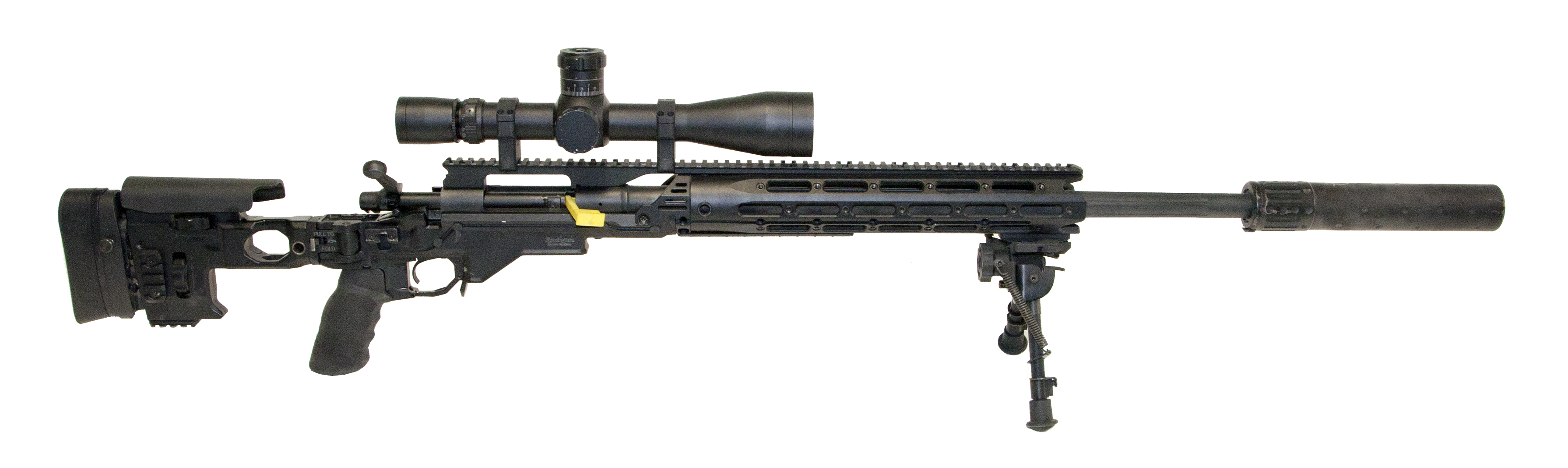
Remington Model 700M – Katonai modell (XM2010)

### Egyéb civil verziók
- Remington Model 700 ABG – Afrikai nagyvadász modell
- Remington Model 700 APR – Afrikai sík vidéki modell
- Remington Model 700 AWR – Alaszkai vadon modell
- Remington Model 700 LSS – Laminált rozsdamentes acél modell
- Remington Model 700 Mountain Rifle – Hegyi vadász modell
- Remington Model 700 Sendero – Nagytestű vadak, nagy távolságból való vadászatára

### Egyéb szervezeti verziók
- Remington Model 700P – Rendőrségi modell
- Remington Model 700M – Katonai modell (M24, M40, XM2010 ESR)